# Torneo Interbritannico 1938
Il Torneo Interbritannico 1938 fu la cinquantesima edizione del torneo di calcio conteso tra le Home Nations dell'arcipelago britannico. Il torneo fu vinto dall'Inghilterra.

## Risultati
| Data             | Luogo         | Squadra 1   | Risultato | Squadra 2   |
| ---------------- | ------------- | ----------- | --------- | ----------- |
| 23 ottobre 1937  | Belfast       | Irlanda     | 1 - 5     | Inghilterra |
| 30 ottobre 1937  | Cardiff       | Galles      | 2 - 1     | Scozia      |
| 10 novembre 1937 | Aberdeen      | Scozia      | 1 - 1     | Irlanda     |
| 17 novembre 1937 | Middlesbrough | Inghilterra | 2 - 1     | Galles      |
| 16 marzo 1938    | Belfast       | Irlanda     | 1 - 0     | Galles      |
| 9 aprile 1938    | Londra        | Inghilterra | 0 - 1     | Scozia      |

## Classifica
| Pos | Squadra     | Pti | G | V | N | P | GF | GS |
| --- | ----------- | --- | - | - | - | - | -- | -- |
| 1   | Inghilterra | 4   | 3 | 2 | 0 | 1 | 7  | 3  |
| 2   | Scozia      | 3   | 3 | 1 | 1 | 1 | 3  | 3  |
| 2   | Irlanda     | 3   | 3 | 1 | 1 | 1 | 3  | 6  |
| 4   | Galles      | 2   | 3 | 1 | 0 | 2 | 3  | 4  |